# Mama's Song
„Mama's Song” este un cântec al interpretei americane Carrie Underwood. El este inclus pe cel de-al treilea material discografic de studio al artistei, intitulat Play On. Înregistrarea a fost lansată ca disc promoțional în format digital pe data de 13 octombrie 2009, prin intermediul magazinului virtual iTunes. Lansarea piesei face parte dintr-o campanie de promovare a albumului Play On, acesta fiind succedat de promovarea cântecelor „Temporary Home” și „Undo It” sub aceeași titulatură cu cea a lui „Mama's Song”. Înregistrarea s-a comercializat în aproximativ 31.000 de exemplare în prima săptămână de disponibilitate, vânzările total fiind de aproximativ 40.000 de unități.

## Clasamente
| Clasament                   | Poziția maximă | Referință |
| --------------------------- | -------------- | --------- |
| Canadian Digital Songs      | 39             | [ 6 ]     |
| Canadian Hot 100            | 68             | [ 7 ]     |
| Billboard Hot 100           | 77             | [ 7 ]     |
| Billboard Hot Digital Songs | 43             | [ 7 ]     |